# Artabotrys dahomensis
Artabotrys dahomensis är en kirimojaväxtart som beskrevs av Adolf Engler och Friedrich Ludwig Diels. Artabotrys dahomensis ingår i släktet Artabotrys och familjen kirimojaväxter. Inga underarter finns listade i Catalogue of Life.